# كوبيرا
كوبيرا (بالسنسكريتية: कुबेर)‏، و(بالإنجليزية: Kubera)‏، هو إله الثروة، والإله الملك للياكش [الإنجليزية] (أرواح الطبيعة) شبه الإلهية في الهندوسية.
يعتبر وصيًا على الشمال (ديكبالا)، وحامي العالم (لوكبال). تمجده صفاته العديدة باعتباره سيد العديد من الأنواع شبه الإلهية، ومالك كنوز العالم. غالبا يُصور بجسم ممتلئ، ومزين بالجواهر، ويحمل وعاء نقود وهراوة.